# Caramany
Caramany là một xã thuộc tỉnh Pyrénées-Orientales trong vùng Occitanie phía nam Pháp. Xã này nằm ở khu vực có độ cao trung bình 280 mét trên mực nước biển.